# Keurteken
Het keurteken is een merk dat een officiële keuringsinstantie, zoals een gilde, de waarborg of het munthuis, op voorwerpen van goud of zilver aanbrengt als garantie dat de legering waarvan het gemaakt is voldoet aan het allooi, dat wil zeggen het gehalte aan zuiver goud of zilver.
De keurtekens zijn het gehalteteken, het stadsteken, het kantoorteken en de jaarletter. Belastingtekens vallen hier niet onder.
Keurtekens, aangebracht door een onafhankelijke keuringsinstantie in een van de EU-landen worden sinds 1999 erkend binnen de gehele Europese Unie. Dit vergemakkelijkt de invoer van buitenlandse juwelen voor de Nederlandse juweliers. De stempels voor keurtekens worden in Nederland en België vervaardigd door de Munt.